# گزا کالوچائی
گِزا کالوچائی (مجاری: Kalocsay Géza، زاده ۳۰ مه ۱۹۱۳ - درگذشته ۲۶ سپتامبر ۲۰۰۸) بازیکن و مربی فوتبال اهل مجارستان - چکسلواکی بود.
وی سابقه عضویت در تیم‌های باشگاه فوتبال اسپارتا پراگ و باشگاه فوتبال فرنتس‌واروش را دارد، کالوچائی همچنین ۳ بازی برای تیم ملی فوتبال چکسلواکی و ۲ بازی برای تیم ملی فوتبال مجارستان انجام داده‌است.